# 94-й меридіан західної довготи
94-й меридіан західної довготи — лінія довготи, що лежить на 94 градуси західніше Гринвіцького меридіана. Вона проходить від Північного полюса через Північний Льодовитий океан, Північну Америку, Атлантичний океан, Центральну Америку, Тихий океан, Південний океан та Антарктиду до Південного полюса.
94-й меридіан західної довготи формує велике коло разом із 86-тим меридіаном східної довготи.
В США меридіан проходить на схід від кордону Техасу з Арканзасом та Луїзіаною, приблизно паралельно йому.

## Список географічних об'єктів, що перетинає 94° зх. д.
Починаючи на Північному полюсі та рухаючись до Південного полюса, 94-й меридіан західної довготи проходить через:
| Координати                                                 | Країна, територія або море | Примітки                                                          |
| ---------------------------------------------------------- | -------------------------- | ----------------------------------------------------------------- |
| 90°0′ пн. ш. 94°0′ зх. д. / 90.000° пн. ш. 94.000° зх. д.  | Північний Льодовитий океан |                                                                   |
| 81°21′ пн. ш. 94°0′ зх. д. / 81.350° пн. ш. 94.000° зх. д. | Канада                     | Нунавут — проходить через острів Аксел-Гейберг                    |
| 78°53′ пн. ш. 94°0′ зх. д. / 78.883° пн. ш. 94.000° зх. д. | Норвезька затока[en]       |                                                                   |
| 77°44′ пн. ш. 94°0′ зх. д. / 77.733° пн. ш. 94.000° зх. д. | Канада                     | Нунавут — проходить через острів Корнуолл[en]                     |
| 77°27′ пн. ш. 94°0′ зх. д. / 77.450° пн. ш. 94.000° зх. д. | Протока Белчер[en]         |                                                                   |
| 76°55′ пн. ш. 94°0′ зх. д. / 76.917° пн. ш. 94.000° зх. д. | Канада                     | Нунавут — проходить через острів Девон                            |
| 76°15′ пн. ш. 94°0′ зх. д. / 76.250° пн. ш. 94.000° зх. д. | Протока Веллінгтон[en]     |                                                                   |
| 75°28′ пн. ш. 94°0′ зх. д. / 75.467° пн. ш. 94.000° зх. д. | Канада                     | Нунавут — проходить через острів Корнуолліс                       |
| 74°39′ пн. ш. 94°0′ зх. д. / 74.650° пн. ш. 94.000° зх. д. | Протока Паррі              | Протока Барроу                                                    |
| 74°8′ пн. ш. 94°0′ зх. д. / 74.133° пн. ш. 94.000° зх. д.  | Канада                     | Нунавут — проходить через острів Сомерсет                         |
| 72°10′ пн. ш. 94°0′ зх. д. / 72.167° пн. ш. 94.000° зх. д. | Затока Бутія               | Затока Брентфорд[en]                                              |
| 71°48′ пн. ш. 94°0′ зх. д. / 71.800° пн. ш. 94.000° зх. д. | Канада                     | Нунавут — проходить через материк                                 |
| 68°48′ пн. ш. 94°0′ зх. д. / 68.800° пн. ш. 94.000° зх. д. | Затока Расмуссен [en]      |                                                                   |
| 68°27′ пн. ш. 94°0′ зх. д. / 68.450° пн. ш. 94.000° зх. д. | Канада                     | Нунавут — проходить через материк                                 |
| 61°5′ пн. ш. 94°0′ зх. д. / 61.083° пн. ш. 94.000° зх. д.  | Гудзонова затока           |                                                                   |
| 58°46′ пн. ш. 94°0′ зх. д. / 58.767° пн. ш. 94.000° зх. д. | Канада                     | Манітоба Онтаріо                                                  |
| 48°39′ пн. ш. 94°0′ зх. д. / 48.650° пн. ш. 94.000° зх. д. | США                        | Міннесота Айова Міссурі Арканзас Луїзіана Техас                   |
| 29°40′ пн. ш. 94°0′ зх. д. / 29.667° пн. ш. 94.000° зх. д. | Мексиканська затока        |                                                                   |
| 18°15′ пн. ш. 94°0′ зх. д. / 18.250° пн. ш. 94.000° зх. д. | Мексика                    | Табаско Веракрус Оахака Чіапас                                    |
| 16°0′ пн. ш. 94°0′ зх. д. / 16.000° пн. ш. 94.000° зх. д.  | Тихий океан                |                                                                   |
| 60°0′ пд. ш. 94°0′ зх. д. / 60.000° пд. ш. 94.000° зх. д.  | Південний океан            |                                                                   |
| 72°31′ пд. ш. 94°0′ зх. д. / 72.517° пд. ш. 94.000° зх. д. | Антарктида                 | Проходить через Землю Мері Берд, на яку жодна країна не претендує |